# بول ووشر
بول ديفيد ووشر (بالإنجليزية: Paul Washer)‏ (مواليد 1961) هو مؤسس/رئيس ومنسق إرساليات جمعية صرخة قلب التبشيرية التي تدعم العمل التبشيري المحلي. بالإضافة إلى أنه واعظ متجول للمعمدانية الجنوبية. وتميل مواعظ ووشر إلى التركيز التبشيري على الإنجيل ومذهب ضمان الخلاص والقضاء والقدر، وينتقد كثيرًا بعض الممارسات، مثل صلاة الآثم ويركز على النمو الكنائسي من حيث العدد.

## السيرة الذاتية
يذكر ووشر أنه مر بتجربة الولادة الجديدة بينما كان يدرس ليصبح محاميًا في مجال النفط والغاز في جامعة تكساس. وبعد التخرج، التحق بكلية لاهوت ساوث ويسترن المعمدانية وحصل على درجة الماجستير في اللاهوت. وبات يؤمن بأن لا أحد يمكنه الخلاص إلا إذا كانت التوبة من الخطايا والإدبار عنها واضحة وضوح الشمس وناتجة عن عقيدة الإيمان لديه، وهكذا تكون شاهدًا على الطبيعة الجديدة التي يتلقاها المسيحي. وقد عرّف المسيحي بأنه شخص يسير دومًا في دروب التوبة والإنابة، إلى جانب ثقته في المسيح. وبالرغم من اعتراف ووشر بأنه ما من توبة مثالية، فإنه يؤكد على أن المؤمن الذي ينبعث من جديد بصدق سيستمر في جني ثمار التوبة والشعور بقداسة وحب الرب حتى لا يسعه تحمل المزيد. وأصبح مقتنعًا بأن الإيمان السهل قد تخلل أواصر العالم وأن هؤلاء الذين صلّوا أو آمنوا بالمسيح دون اتباع تعاليم الكتاب المقدس عن «الثبات في المسيح» (جون 15) والتزام الطاعة، كانوا معرضين حقًا لخطر عدم اعتناق المسيحية الحقيقية. وقرر بعد ذلك نقل هذا الفهم لآخرين. وفي عظته عام 2002 التي اكتسبت شهرة الآن "Modern American Christianity" أعاد صياغة مقولة عن ريتشارد باكستر: «سأعظ كرجل ميت لرجال موتى...سأعظ كأنني لن أعظ ثانيةً.» وقد انتقل إلى بيرو حيث أصبح مبشرًا يدعو إلى الإنجيل لمدة 10 سنوات، ثم عاد بعدها إلى الولايات المتحدة. يقيم ووشر في رادفورد، فيرجينيا، حيث يعيش مع زوجته وأبنائه الثلاثة.
يذكر ووشر أن توماس واطسون وجون فلافيل وآر سي سبرول وجون إف ماك آرثر وجورج مولر وجون بايبر وجوناثان إدواردز وجورج وايتفيلد وتشارلز سبورجون وليونارد رافينهيل وجون ويسلي وإيدن ويلسون توزير ومارتن لويد جونز وآخرون كان لهم أثر كبير في حياته. وتوجد العديد من مقاطع الفيديو التي يظهر فيها وهو يعظ في كنيسة تيم كونواي «جريس كميونتي» في سان أنتونيو بولاية تكساس، وكثيرًا ما يتحدث في راديو المسيحية لمناقشة كيفية خلاص الناس.

## كتب
- Washer، Paul (2004). The One True God. HeartCry Missionary Society. {{استشهاد بكتاب}}: الوسيط غير المعروف |الرقم المعياري= تم تجاهله يقترح استخدام |ردمك= (مساعدة)
- ——— (2009). Truth About Man. Granted Ministries Press. {{استشهاد بكتاب}}: الوسيط غير المعروف |الرقم المعياري= تم تجاهله يقترح استخدام |ردمك= (مساعدة)

Recovering the Gospel series:
- Washer، Paul (2012). The Gospel's Power and Message. Reformation Heritage Books. {{استشهاد بكتاب}}: الوسيط غير المعروف |الرقم المعياري= تم تجاهله يقترح استخدام |ردمك= (مساعدة)[11]

## وصلات خارجية
- HeartCry Missionary Organization (official site)، مؤرشف من الأصل في 2019-11-02.
- Shocking Message (transcript)، ScribD، مؤرشف من الأصل في 2012-10-23.
- Washer، Paul (2009‐5‐5)، Regeneration vs. Idolatry of Decisional Evangelism (transcript)، مؤرشف من الأصل في 2016-03-10 {{استشهاد}}: تحقق من التاريخ في: |تاريخ= (مساعدة).
- ——— (2009‐5‐5)، Ten indictments (video & transcript)، Adidab، مؤرشف من الأصل في 2018-08-01 {{استشهاد}}: تحقق من التاريخ في: |تاريخ= (مساعدة).
- ———، Bible Study Video Series، Google You Tube، مؤرشف من الأصل في 2023-05-15.
- Truth About Man (online workbook)، HeartCry، مؤرشف من الأصل في 2009-12-16.
- Washer (biography)، HC missions، مؤرشف من الأصل في 2012-02-24
- Paul Washer (biography)، Theopedia، مؤرشف من الأصل في 2015-07-09.
- Paul Washer (Twitter)، مؤرشف من الأصل في 2018-06-18.
- Paul Washer (Facebook)، مؤرشف من الأصل في 2019-12-14.
- Paul Washer (YouTube).